# Route nationale 563 (Belgique)
Pour les articles homonymes, voir Route nationale 563.
La route nationale 563 est une route nationale de Belgique. 
C’est l’une des plus anciennes voies de communication sur le territoire de l’actuelle Belgique. Elle prolonge la D932 provenant de Bavay en France, et constitue le tracé de la chaussée Brunehault jusque Chapelle-lez-Herlaimont via Binche. L’ancienne voie romaine quant à elle, continuait jusqu’à Cologne via Gembloux, Tongres, Maastricht.
« Les principales routes encore existantes dans la localité (de Morlanwelz) sont : 

1° la Chaussée Romaine ou Chaussée Brunehault, de Maastricht, à Bavay, qui longe son territoire sur une étendue de 5 540 mètres et qui avait autrefois 30 aunes de largeur.

Partie de cette chaussée forme la route provinciale concédée de Binche à Morlanwelz. Cette route décrétée le 2 avril 1848 fut pavée la même année, d'après un devis de 188 536 fr. Un arrêté Royal du 29 décembre 1849 en accorda la concession à la veuve Louis Ghislain de Fontaine-l'Évêque. »
— Olivier Hubimont Quelques notes historiques sur Morlanwelz. (1901)